# 李炯哲
李 炯哲（イ・ヒョンチョル、Hyung-Chul Lee、1969年12月13日 - ）は、韓国のプロボクサー。元WBA世界スーパーフライ級王者。

## 来歴
1987年10月24日、プロデビュー（4回判定負け）。その後、1988年10月までに通算4戦を戦い、1勝3敗。
1990年8月11日、現役の世界ランカーで後にWBA世界フライ級王者となるデビッド・グリマン（ベネズエラ）と対戦し、10回判定負け。
1991年4月6日、13戦目で韓国スーパーフライ級王座を獲得。その後、1度防衛に成功。
1994年4月3日にWBA世界スーパーフライ級王者鬼塚勝也に挑戦する予定であったが、父親の病気を理由にキャンセル（鬼塚は同じ韓国人の李承九と対戦し、12回判定勝ち）。9月18日、改めて鬼塚に挑戦し9回TKO勝ち。22戦目で世界王者となった。翌1995年2月25日には田村知範を12回KOに降し、初防衛に成功した。
1995年7月22日、2度目の防衛戦でアリミ・ゴイチア（ベネズエラ）と対戦し、4回KO負けで王座陥落（KOパンチがラウンド終了のゴング後に放ったとされ、「疑惑のKO」と称された）。
1996年2月24日、ゴイチアと再戦したが、12回KO負けで王座奪回ならず。結局、この試合を最後に引退した。

## 獲得タイトル

### 地域タイトル
- 韓国スーパーフライ級王座（防衛1=返上）

### 世界タイトル
- WBA世界スーパーフライ級王座（防衛1）